# Tina May
Tina May (Gloucester, 30 de marzo de 1961 - Londres, 26 de marzo de 2022) fue una jazzista inglesa.

## Biografía
Tina comenzó a explorar y a desarrollar sus posibilidades jazzísticas en la Universidad de Cardiff. Hizo estudios vocales con Eilleen Price en el departamento de la música y se unió con otros músicos para formar pequeñas bandas. Después se unió al Welsh Jazz Soc. liderado por Jed Williams. Su exmarido aparece en la mayoría de sus álbumes de la discográfica 33 records. May también ha cantado junto a Egberto Gismonti, Tony Coe y Nikki Iles entre otros.
Murió el 26 de marzo de 2022, días antes de cumplir 61 años.

## Discografía
Ha grabado los siguientes discos:

### Como líder
- 1992: Never Let Me Go (33 Records)
- 1993: Fun (33 Records)
- 1994: It Ain't Necessarily So (33 Records)
- 1995: Time Will Tell (33 Records)
- 1998: Change of Sky (33 Records)
- 1998: N'oublie jamais (33 Records)
- 1999: One Fine Day (33 Records)
- 2000: Live in Paris (33 Records)
- 2002:  Untitled featuring Scott Hamilton (Linn Records)
- 2003: Early May (Linn Records)
- 2003: I'll Take Romance (Linn Records)

2004 More Than You Know. 33 Jazz Records
2006 Tina May sings the Ray Bryant Songbook. 33 Jazz Records
2006 A Wing and a Prayer with Stan Sulzmann and Nikki Iles. 33 Jazz Records.
2009 I Never Told You. 33 Jazz Records.
2011 No More Hanky Panky. Paris Quintet. 33 Jazz Records
2011 Tina May sings ' Piaf ' -Celebrating a Legend. 33 Jazz Records
2013 'Troubadours' Tina May y Dylan Fowler . 33 Jazz Records ( itunes)
2013 ' Musica Paradiso' ( Temas e Historias de Silver Screen.) Quadrant Records
2014 Divas. Hep Records
2014 My Kinda Love. Hep Records
2015 Home is Where the Heart is. with Enrico Pieranunzi. 33 Jazz Records

### Como vocalista acompañante
- 1993: It's a Soul Thing — con UTE (33 Records)
- 1994: Undertones Volume 1 (One Movement)
- 1994: Down to Earth Volume 1 (Planet Earth)
- 1994: Transatlantic Airs — con Michael Hashim (33 Records)
- 2000: Ellington's Sacred Music — con Stan Tracey Jazz Orchestra & the Durham Cathedral Choir (33 Records)
- 2006: Gourmet Jazz (Linn Records)

2007 Cornucopia 2 con Humphrey Lyttelton en Caligraph Recordson
2011 Holland Park Non-Stop - con Frank Griffith Big Band . Hep Records